# Neche (Dakota del Norte)
Neche es una ciudad ubicada en el condado de Pembina en el estado estadounidense de Dakota del Norte. En el censo de 2010 tenía una población de 371 habitantes y una densidad poblacional de 409,27 personas por km².

## Geografía
Neche se encuentra ubicada en las coordenadas 48°58′59″N 97°33′6″O / 48.98306, -97.55167. Según la Oficina del Censo de los Estados Unidos, Neche tiene una superficie total de 0.91 km², de la cual 0.91 km² corresponden a tierra firme y (0%) 0 km² es agua.

## Demografía
Según el censo de 2010, había 371 personas residiendo en Neche. La densidad de población era de 409,27 hab./km². De los 371 habitantes, Neche estaba compuesto por el 99.46% blancos, el 0% eran afroamericanos, el 0% eran amerindios, el 0% eran asiáticos, el 0% eran isleños del Pacífico, el 0% eran de otras razas y el 0.54% pertenecían a dos o más razas. Del total de la población el 1.89% eran hispanos o latinos de cualquier raza.